# Mizuno
Mizuno (яп. 美津濃株式会社 Мидзуно Кабусики-гайся, Mizuno Corporation) — японская компания, специализируется на производстве и продаже товаров для спорта. Основана а 1906 году, штаб-квартира расположена в Осаке.

## История
Компания была основана Рихати Мидзуно 1 апреля 1906 года в Осаке. Первоначально это был небольшой магазин, в котором продавались западные спортивные товары, включая бейсбольные мячи, а с 1907 года в нём появилась спортивная одежда. С 1913 года компания начала собственное производство бейсбольных мячей и перчаток. В 1927 году было начато производство лыжного снаряжения, в 1933 году — инвентаря для гольфа, в 1943 году — теннисных ракеток. В годы Второй мировой войны компания выпускала планёры для японской армии, а после окончания войны — мебель и кухонную утварь. Производство спорттоваров было возобновлено в полном объёме только а начале 1960-х годов.
В 1982 году была создана дочерняя компания в США Mizuno Corporation of America. Также в 1982 году был представлен новый логотип — Runbird (до этого использовалась буква «M»); в следующем году была запущена линия кроссовок с тем же названием. В 1984 году была открыта фабрика в Норкроссе (Джорджия), на которой началось производство инвентаря для гольфа. В 1987 году компанию возглавил Масато Мидзуно, внук основателя. В 1988 году был подписан спонсорский контракт на 1 млн долларов с американской легкоатлеткой Флоренс Гриффит-Джойнер, в следующем году при её участии была запущена линия спортивной одежды Flo-Jo. В 1989 году оборот компании достиг 1 млрд долларов, она занимала 30 % рынка товаров для гольфа и бейсбола в Японии и имела значительную долю в США.
В 1990 году было инвестировано 3 млн долларов в новую фабрику в Сьюдад-Хуаресе (Мексика). На Олимпиаде 1992 года в Барселоне легкоатлеты в обуви Mizuno завоевали наибольшее число медалей по сравнению с другими брендами (12 золотых и 30 серебряных или бронзовых). К 1993 году оборот вырос до 1,6 млрд долларов (из них 100 млн в США), Mizuno занимала 7 % мирового рынка товаров для гольфа. Успеху способствовали технические инновации, в частности применение композитных материалов на основе углепластиков, из которых изготавливались клюшки для гольфа, бейсбольные биты, лыжи, теннисные ракетки.

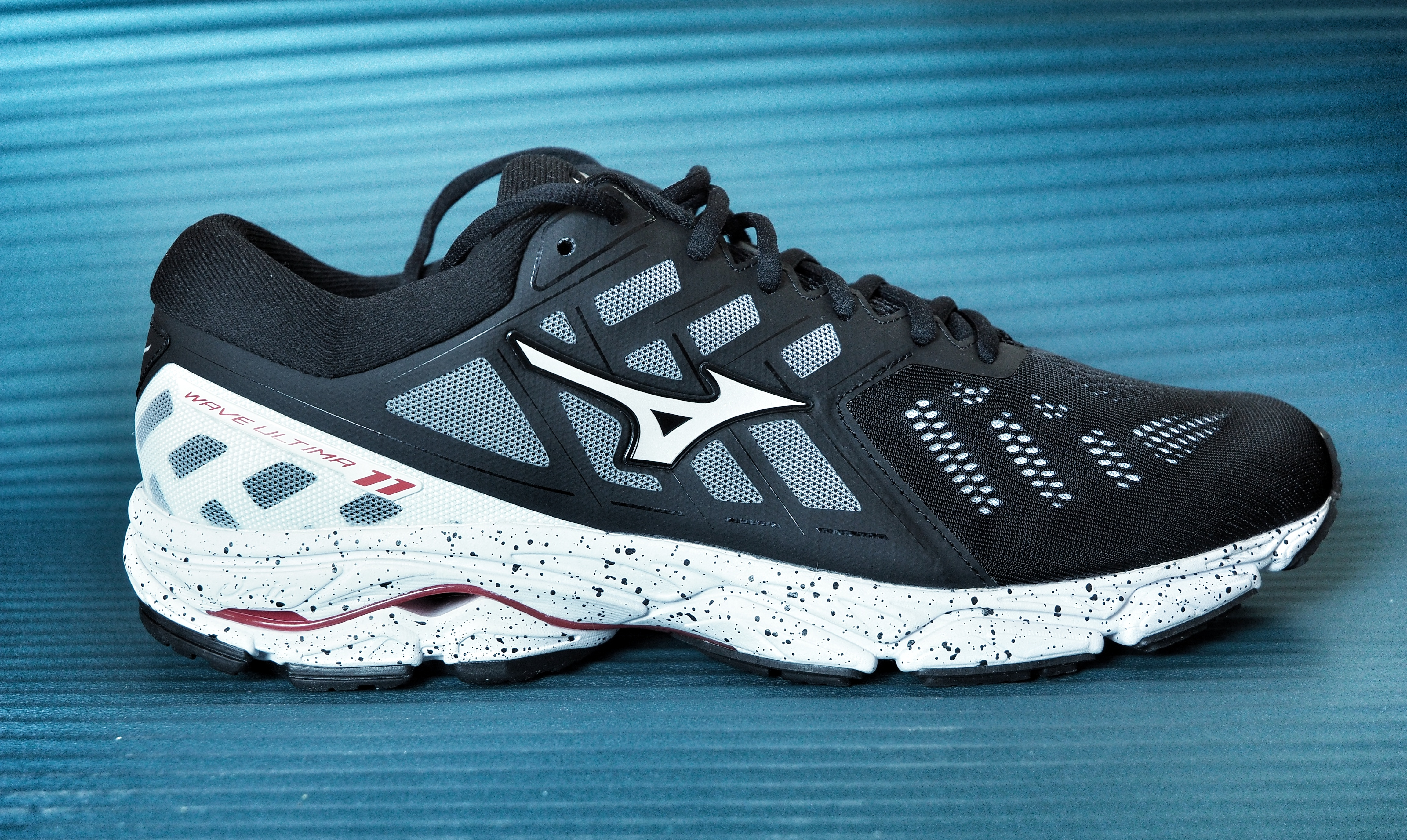
Кроссовки для бега Mizuno Wave Ultima 11

Рост компании резко оборвался в 1997 году; Mizuno пришлось существенно сократить присутствие в США, в то же время была открыта фабрика в Шанхае (КНР). Также в 1997 году была представлена технология Wave — волнообразная пружинящая вставка в промежуточную подошву кроссовок.
В 2012 году была поглощена компания Senoh Corporation, выпускавшая товары для занятий спортом в помещении. В 2018 году был создан отдел по производству рабочей и повседневной одежды и обуви. В 2021 году был куплен дистрибьютор спорттоваров Sharp Sangyo. В 2022 году Mizuno стала выступать как технический спонсор Лацио.

## Деятельность
Подразделения компании по состоянию на 2023/24 финансовый год:
- Япония — производство и продажа товаров для футбола, бейсбола, гольфа и других видов спорта, строительство и эксплуатация спортивных сооружений; 61 % выручки;
- Европа — продажа спортивной одежды и обуви, инвентаря для гольфа; 11 % выручки;
- Америка — производство и продажа спортивных товаров; 15 % выручки;
- Азия и Океания — производство и продажа спортивных товаров; 13 % выручки.

Компания имеет собственные фабрики в Японии, Китае, Таиланде, Индонезии, Вьетнаме, Камбодже и США (штат Джорджия); также применяется аутсорсинг производства.
Оборот компании за 2023/24 финансовый год составил 223 млрд иен ($1,64 млрд).